# Dąbrówka (Olsztynek)
Dąbrówka (deutsch Dombrowken, 1933 bis 1945 Eichdamm (Ostpr.)) ist ein untergegangener Ort in der polnischen Woiwodschaft Ermland-Masuren. Die Ortsstelle gehört zum Gebiet der Gmina Olsztynek (Stadt- und Landgemeinde Hohenstein i. Ostpr.) im Powiat Olsztyński (Kreis Allenstein).

## Geographische Lage
Die verwaiste Ortsstelle Dąbrówkas liegt im Südwesten der Woiwodschaft Ermland-Masuren, 15 Kilometer östlich der früheren Kreisstadt Osterode in Ostpreußen (polnisch Ostróda) bzw. 26 Kilometer südwestlich der heutigen Kreismetropole Olsztyn (deutsch Allenstein).

## Geschichte
Das Dorf Dombrowken bestand in seinem Kern lediglich aus ein paar kleinen Gehöften. Von 1874 bis 1945 war der Ort in den Amtsbezirk Wittigwalde (polnisch Wigwałd) im Kreis Osterode in Ostpreußen eingegliedert. Im Jahre 1910 belief sich die Zahl der Einwohner auf 70, im Jahre 1933 auf 55.
Im Jahre 1933 wurde Dombrowken aus politisch-ideologischen Gründen der Abwehr fremdländisch klingender Ortsnamen in „Eichdamm (Ostpr.)“ umbenannt. Die Einwohnerzahl betrug 1939 noch 48, die in 13 Haushalten lebten und von denen 38 in der Land- und Forstwirtschaft arbeiteten, drei in Handel und Verkehr beschäftigt waren.
In Kriegsfolge kam Eichdamm 1945 mit dem gesamten südlichen Ostpreußen zu Polen. Das Dorf erhielt die polnische Namensform „Dąbrówka“, wurde aber wohl nicht mehr besiedelt und in den 1950er Jahren gar nicht mehr erwähnt. Er gilt als untergegangen. Seine Ortsstelle liegt im Gebiet der Stadt- und Landgemeinde Olsztynek (Hohenstein i. Ostpr.) im Powiat Olsztyński (Kreis Allenstein).

## Kirche
Bis 1945 war Dombrowken resp. Eichdamm in die evangelische Kirche Wittigwalde (polnisch Wigwałd) in der Kirchenprovinz Ostpreußen der Kirche der Altpreußischen Union, außerdem in die römisch-katholische Kirche Osterode in Ostpreußen (polnisch Ostróda) eingepfarrt.

## Verkehr
Die Ortsstelle von Dąbrówka liegt an einer Landwegverbindung, die von Gaj (Gay am Wittigwalde, 1932 bis 1945 Neuhain) nach Smolanek (Jugendfelde) führt.